# San Diego (Texas)
Pour les articles homonymes, voir San Diego (homonymie).
La ville de San Diego est le siège du comté de Duval, dans l’État du Texas, aux États-Unis. Elle s’étend également sur le comté de Jim Wells. San Diego comptait 4 488 habitants lors du recensement de 2010.

## Source
- (en) Cet article est partiellement ou en totalité issu de l’article de Wikipédia en anglais intitulé « San Diego, Texas » (voir la liste des auteurs).